# Хопёрский, Олег Николаевич
Олег Николаевич Хопёрский (род. 26 мая 1959, Гудаута, СССР) — советский и российский яхтсмен, многократный призёр чемпионатов мира и Европы в олимпийских классах «Финн» и «Солинг», Заслуженный мастер спорта СССР, участник четырёх Олимпийских игр: 1988, 1992, 1996, 2000. Многократный чемпион СССР и России по парусному спорту. Главный тренер Сборной России по парусному спорту (2007—2010).

## Биография
Отец — Николай Петрович Хопёрский (1925—2000) — инженер—железнодорожник.
Мать — Александра Андреевна Хопёрская (1925—2015).
В средней школе увлекался хоккеем. Парусным спортом начал заниматься в 1969 году, в Липецке у тренера Джеломанова Валерия Васильевича. Первый большой успех пришёл к Олегу в 1978 году, когда он занял второе место на первенстве СССР среди юниоров и получил звание «мастер спорта СССР».
- С 1979 года в молодёжной Сборной СССР в классе «Финн». С этого момента тренером  стал Олег Иванович Шилов[3][4][5].
- С 1981 по 1991 год в основном составе Сборной СССР по классу «Финн».
- С 1991 по 2000 год в Сборной России.
- С 1983 по 2004 год — офицер Вооружённых Сил СССР и России. Последнее воинское звание — майор.
- В 1994 году стал организатором и меценатом традиционной «Рождественской регаты» в Сочи[6].

Образование — окончил  Липецкий политехнический институт, инженер-механик.
С 2007 по 2010 год был Главным тренером Сборной России по парусному спорту.
C 2011 по 2015 год — Старший тренер Сборной в классе «Финн».
С 2009 года выступает в международных соревнованиях в классе «Дракон».

## Спортивные достижения[8]
Победитель международной парусной регаты «Дружба-84» в классе «Финн», озеро Балатон, 1984 год.
| Год  | Чемпионаты Европы                                                        | Чемпионаты мира в классе «Финн» | Олимпийские игры                                                |
| ---- | ------------------------------------------------------------------------ | ------------------------------- | --------------------------------------------------------------- |
| 1985 |                                                                          | Марстранд Серебро               |                                                                 |
| 1986 | Йер (Вар) Золото                                                         |                                 |                                                                 |
| 1988 |                                                                          |                                 | Пусан 8—е место                                                 |
| 1989 |                                                                          | Алассио Бронза                  |                                                                 |
| 1991 |                                                                          | Кингстон (Онтарио) Бронза       |                                                                 |
| 1992 | Гданьск Серебро                                                          |                                 | Барселона 16—е место                                            |
| 1996 |                                                                          |                                 | Саванна 18—е место                                              |
| 2000 | Солинг, Ла-Рошель Серебро. Шкотовый в экипаже «Солинга» Георгия Шайдуко. |                                 | Сидней 6—е место. Шкотовый в экипаже «Солинга» Георгия Шайдуко. |
| 2012 | Дракон, Аттерзе Бронза                                                   |                                 |                                                                 |

## Государственные награды
- Орден «Знак Почёта» (1984)
- Заслуженный мастер спорта СССР (1984)

## Семья
- Супруга — Марина Фролова
- Сын — Олег (1983)
- Дочь — Анастасия
- Сын — Сергей
- Внучка – Анна (2013)